# Кольонія-Позездже
Кольонія-Позездже (пол. Kolonia Pozezdrze, нім. Possessern Kolonie) — село в Польщі, у гміні Позездже Венґожевського повіту Вармінсько-Мазурського воєводства.
Населення — 198 осіб (2011).
У 1975-1998 роках село належало до Сувальського воєводства.

## Демографія
Демографічна структура станом на 31 березня 2011 року:
|          | Загалом | Допрацездатний вік | Працездатний вік | Постпрацездатний вік |
| -------- | ------- | ------------------ | ---------------- | -------------------- |
| Чоловіки | 97      | 27                 | 62               | 8                    |
| Жінки    | 101     | 20                 | 55               | 26                   |
| Разом    | 198     | 47                 | 117              | 34                   |